# Svetozar Gligorić
Svetozar Gligorić (serbisch-kyrillisch Светозар Глигорић; * 2. Februar 1923 in Belgrad; † 14. August 2012 ebenda) war ein jugoslawischer, später serbischer Schachspieler.
Drei Jahrzehnte lang (ca. 1945 bis 1975) galt er als der unumstritten beste Spieler Jugoslawiens und zählte in den 1950er und 1960er Jahren beständig zur Weltspitze.

## Leben

### Vor und während des Zweiten Weltkriegs
Svetozar Gligorić, der ausgebildeter Journalist war, erlernte Schach als elfjähriger Halbwaise (sein Vater starb, als Gligorić neun Jahre alt war) und entwickelte bereits als Jugendlicher ein großes Talent. 1937 und 1938 wurde er Jugendmeister Belgrads. 1939 gewann er die Erwachsenenmeisterschaft seines Belgrader Klubs, und sein Foto ging seinerzeit durch die lokale Presse.
Der Beginn des Zweiten Weltkrieges stoppte seine weitere Entwicklung. Gligorić wiederholte zwar noch 1940 und 1941 seinen Erfolg in Belgrad, doch nachdem seine Mutter (37-jährig) 1940 verstorben war, schloss er sich den Partisanen an und berührte bis 1945 keine Schachfigur.

### Der Schachstar Jugoslawiens
Mit dem Jahr 1945, sofort nach Kriegsende, begann dann der kometenhafte Aufstieg des jungen Mannes. In diesem Jahr siegte er (außer Konkurrenz mitspielend) bei der Bulgarischen Meisterschaft in Sofia und gewann (mit zwei Punkten Vorsprung) zur Jahreswende 1945/46 das Freiheitsturnier in Ljubljana, vor den Erzmeistern Jugoslawiens, Milan Vidmar und Vasja Pirc. Bei den jugoslawischen Landesmeisterschaften dieses und des nächsten Jahres (1946) musste er noch Petar Trifunović den Vortritt lassen und wurde jeweils Zweiter. Aber 1947 wurde er Landesmeister und gewann ein starkes internationales Turnier in Warschau, ungeschlagen mit 8 aus 9 und zwei vollen Punkten Vorsprung auf die sowjetischen Meisterspieler Isaak Boleslawski und Wassili Smyslow, sowie Ludek Pachman und Jaroslav Sajtar im geteilten zweiten Rang.

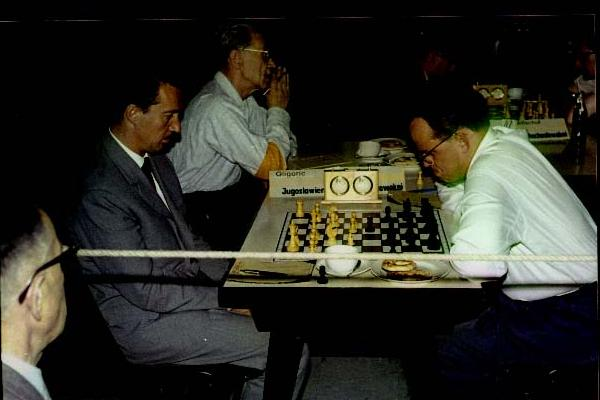
Svetozar Gligorić – Ludek Pachman bei der Europa-Mannschaftsmeisterschaft Oberhausen 1961

Gligorić wurde 1951 der Großmeistertitel verliehen. Er war einer der spielfreudigsten Schachmeister seiner Zeit. Er wurde insgesamt elfmal Meister Jugoslawiens, außer 1947 noch 1948 (geteilt), 1949, 1950, 1956, 1957, 1958 (geteilt), 1959, 1960, 1962 und 1965. In seiner Jugend spielte er Turnierpartien gegen Schachlegenden wie Savielly Tartakower, Ossip Bernstein, Ernst Grünfeld, Friedrich Sämisch oder Efim Bogoljubow. Die alternden Meister hatten gegen Gligorić für gewöhnlich das Nachsehen.
Er spielte im Interzonenturnier von Saltsjöbaden 1948 und erreichte den 11.–13. Platz. Es gelang ihm mehrfach, sich für das Kandidatenturnier zu qualifizieren. Im Kandidatenturnier von Zürich/Neuhausen 1953 wurde er 13. Sein bestes sportliches Ergebnis erzielte er beim Kandidatenturnier in seiner Heimat Jugoslawien 1959, als er den 5. und 6. Platz teilte.
Im November 1958 lag er gemäß der nachträglich berechneten historischen Elo-Zahl von 2743 auf Platz 6 der Weltrangliste.
Diese Erfolge machten ihn zu einer der bedeutendsten Sportpersönlichkeiten in seinem Land. 1958 wählte man ihn in der Sporttageszeitung Sport zum nationalen Sportler des Jahres; als einzigem anderem Schachspieler gelang dies 1993 Igor Miladinović.

### Späte Ablösung durch die Jüngeren
Noch einmal im Jahre 1967 (durch einen geteilten 2.–4. Platz beim Interzonenturnier von Sousse) gelang es Gligorić, sich für die (neu eingeführten) Kandidatenkämpfe zu qualifizieren. Er unterlag allerdings im Viertelfinale Exweltmeister Michail Tal mit 3,5:5,5 (+1 =5 −3). Im Herbst 1971 in Berlin gewann er die Internationale Deutsche Meisterschaft vor Jan Hein Donner und Heikki Westerinen.
Der charismatische, auf internationalen Turnieren gern gesehene Großmeister spielte zwar nicht mehr um die ersten Ränge in der Welt mit, doch verteidigte er sein Ansehen als bester jugoslawischer Spieler, bis die junge Garde um Ljubomir Ljubojević Anfang der 1970er-Jahre auftauchte. In der Weltrangliste gelang es dem Jüngeren früher, Gligorić zu überholen, doch erst in einem Wettkampf in Belgrad 1979 konnte er es auch demonstrieren: Gligorić unterlag knapp mit 4,5:5,5 (+3 =3 −4).
Gligorić spielte in seiner Karriere eine Anzahl Wettkämpfe mit berühmten Meistern: 1949 besiegte er die schwedische Schachlegende Gideon Ståhlberg (in Split und Belgrad mit 6,5:5,5 (+2 =9 −1)). Er unterlag Samuel Reshevsky in New York City 1952 mit 4,5:5,5 (+1 =7 −2) und schlug Jan Hein Donner in Eersel 1968 mit 6,5:3,5 (+3 =7 −0).
Er ist Rekordnationalspieler. Er spielte zwischen 1950 und 1982 bei fünfzehn Schacholympiaden für die jugoslawische Mannschaft und erzielte dabei insgesamt 142,5 Punkte aus 223 Partien. 1958 in München erhielt er für sein Ergebnis am Spitzenbrett (+9 =6 −0) eine Goldmedaille, 1950 in Dubrovnik gewann er mit der jugoslawischen Nationalmannschaft. Gligorić nahm außerdem mit Jugoslawien von 1957 bis 1983 an allen acht Mannschaftseuropameisterschaften teil. Er erreichte mit der Mannschaft fünfmal den zweiten Platz, die Einzelwertung gewann er 1973 in Bath am ersten Brett, 1965 in Hamburg, 1980 in Skara und 1983 in Plowdiw jeweils am zweiten Brett.
Beim Wettkampf UdSSR gegen den Rest der Welt 1970 wurde er am fünften Brett der Weltauswahl aufgestellt und unterlag Efim Geller mit 1,5:2,5.
Gligorić war seit 1958 gut mit Bobby Fischer befreundet. Fischer spielte vor seinem Comeback 1992 einen Trainingswettkampf gegen Gligorić, über dessen Resultate jedoch Stillschweigen vereinbart wurde.
Svetozar Gligorić spielte zuletzt beim Rilton Cup in Stockholm über den Jahreswechsel 2003/04 ein internationales Turnier. Im Alter von 81 Jahren begann er Unterricht in Harmonielehre zu nehmen und komponierte seitdem populäre Musik. Nach der Veröffentlichung eines Albums arbeitete er 2012 an einem zweiten.
Gligorić starb im Alter von 89 Jahren am 14. August 2012 an den Folgen eines Schlaganfalls und wurde zwei Tage später in der Aleja velikana (dt.: Allee der Großen) auf dem Novo groblje in seiner Heimatstadt Belgrad beigesetzt.

### Der Autor
Gligorić schrieb eine Vielzahl von Schachbüchern, die auch in andere Sprachen übersetzt wurden. Dazu zählen:
- eine Sammlung seiner eigenen Partien mit dem Titel I play against pieces (2002, ISBN 0-7134-8770-4, Originaltitel Igram protiv figura)
- ein Buch über den Weltmeisterschaftskampf 1972 (Fischer – Spasskij: Schachmatch des Jahrhunderts. ISBN 3-85886-021-2).

Außerdem verfasste Gligorić mehrere Bücher über Eröffnungen. Insbesondere galt er über Jahrzehnte als einer der größten Königsindisch-Experten.
- The French defence (1975, ISBN 0-89058-010-3)
- Play the Nimzo-Indian defence (1985, ISBN 0-08-026928-1)
- The King’s Indian defence, Mar del Plata variation (2002, ISBN 0-7134-8767-4).

Gligorić  interessierte sich auch für Fischer-Random-Chess und schrieb darüber das Buch:
- Shall we play Fischerandom  chess? (2002, ISBN 0-7134-8764-X).

### Der Theoretiker
Nach ihm ist das Gligorić-System in der Königsindischen Verteidigung benannt: 1. d2–d4 Sg8–f6 2. c2–c4 g7–g6 3. Sb1–c3 Lf8–g7 4. e2–e4 d7–d6 5. Sg1–f3 0–0 6. Lf1–e2 e7–e5 7. Lc1–e3. Es wurde auf höchstem Spielniveau von Anatoli Karpow in seinem Weltmeisterschaftskampf 1990 gegen Garri Kasparow drei Mal (3., 11. und 19. Partie) eingesetzt.
Eine Variante der unter dem ECO-Code C69 geführten Abtauschversion der Spanischen Partie trägt ebenfalls seinen Namen: 1. e2–e4 e7–e5 2. Sg1–f3 Sb8–c6 3. Lf1–b5 a7–a6 4. Lb5xc6 d7xc6 5. 0–0 f7–f6.

## Partiebeispiel
|   | a | b | c | d | e | f | g | h |   |
| 8 |   |   |   |   |   |   |   |   | 8 |
| 7 |   |   |   |   |   |   |   |   | 7 |
| 6 |   |   |   |   |   |   |   |   | 6 |
| 5 |   |   |   |   |   |   |   |   | 5 |
| 4 |   |   |   |   |   |   |   |   | 4 |
| 3 |   |   |   |   |   |   |   |   | 3 |
| 2 |   |   |   |   |   |   |   |   | 2 |
| 1 |   |   |   |   |   |   |   |   | 1 |
|   | a | b | c | d | e | f | g | h |   |

Zu den bekanntesten Partien von Gligorić zählt sein Schwarzsieg gegen den Ex-Weltmeister Tigran Petrosjan beim Turnier von Zagreb 1970. Im 14. Zug brachte er ein mutiges Figurenopfer, das sich in der nachträglichen Analyse zwar als nicht ganz korrekt herausstellte, von dem als Defensivspieler bekannten Petrosjan jedoch am Brett nicht widerlegt werden konnte.
Petrosjan – Gligorić 0:1
Zagreb, 16. April 1970
Königsindische Verteidigung, ECO-Code E97
1. d4 Sf6 2. c4 g6 3. Sc3 Lg7 4. e4 d6 5. Le2 0–0 6. Sf3 e5 7. 0–0 Sc6 8. d5 Se7 9. b4 Sh5 10. Sd2 Sf4 11. a4 f5 12. Lf3 g5 13. exf5 Sxf5 14. g3 Diagramm Sd4 15. gxf4 Sxf3+ 16. Dxf3 besser wäre Sxf3 gewesen 16. … g4 17. Dh1 exf4 18. Lb2 Lf5 19. Tfe1 f3 20. Sde4 Dh4 21. h3 Le5 22. Te3 gxh3 23. Dxf3 Lg4 24. Dh1 h2+ 25. Kg2 Dh5 26. Sd2 Ld4 27. De1 Tae8 28. Sce4 Lxb2 29. Tg3 Le5 30. Taa3 Kh8 31. Kh1 Tg8 32. Df1 Lxg3 33. Txg3 Txe4 0:1

## Diskografie
- Kako sam preživeo dvadeseti vek (2011)

## Publikationen
- Fischer Spasskij. Schachmatch des Jahrhunderts. Droemer Knaur, Zürich 1972, ISBN 3-85886-021-2, S. 240.
- The King’s Indian Defence. Mar del Plata Variation. Batsford Books, London 2002, ISBN 0-7134-8767-4 (englisch).